# E3 Saxo Bank Classic de 2022
A 64.ª edição da clássica ciclista E3 Saxo Bank Classic foi uma corrida na Bélgica que se celebrou a 25 de março de 2022 sobre um percurso de 203,9 quilómetros com início e final na cidade de Harelbeke.
A corrida faz parte do UCI WorldTour de 2022, calendário ciclístico de máximo nível mundial, sendo a nona corrida de dito circuito e foi vencida pelo belga Wout van Aert do Jumbo-Visma. Completaram o pódio, como segundo e terceiro classificado respectivamente, o francês Christophe Laporte da mesma equipa e o suíço Stefan Küng do Groupama-FDJ.

## Equipas participantes
Tomaram parte na corrida 25 equipas: 18 de categoria UCI WorldTeam e 7 de categoria UCI ProTeam. Formaram assim um pelotão de 175 ciclistas dos que acabaram 111. As equipas participantes foram:
| Equipes WorldTeam (18)- AG2R Citroën Team - Astana Qazaqstan Team - Bahrain Victorious - Bora-Hansgrohe - Cofidis - EF Education-EasyPost - Groupama-FDJ - Ineos Grenadiers - Intermarché-Wanty-Gobert Matériaux - Israel-Premier Tech - Jumbo-Visma - Lotto-Soudal - Movistar Team - Quick-Step Alpha Vinyl - BikeExchange-Jayco - Team DSM - Trek-Segafredo - UAE Team Emirates Equipes ProTeam (7)- Alpecin-Fenix - Bardiani-CSF-Faizanè - Bingoal Pauwels Sauces WB - Sport Vlaanderen-Baloise - TotalEnergies - B&B Hotels-KTM - Uno-X Pro Cycling Team |
| |

## Classificação final
- A classificação finalizou da seguinte forma:[2]

| \| Classificação geral \| Classificação geral \| Classificação geral \| Classificação geral \| Classificação geral \| \| Ciclista \| Ciclista \| Equipe \| Tempo \| \| \| ------------------- \| ------------------- \| ---------------------------------- \| ------------------- \| ------------------- \| \| 1. \| Wout van Aert \| Jumbo-Visma \| 4h38m04s \| \| \| 2. \| Christophe Laporte \| Jumbo-Visma \| + 0s \| \| \| 3. \| Stefan Küng \| Groupama-FDJ \| + 1m35s \| \| \| 4. \| Matej Mohorič \| Bahrain Victorious \| + 1m36s \| \| \| 5. \| Biniam Girmay \| Intermarché-Wanty-Gobert Matériaux \| + 1m36s \| \| \| 6. \| Jhonatan Narváez \| Ineos Grenadiers \| + 1m36s \| \| \| 7. \| Valentin Madouas \| Groupama-FDJ \| + 1m36s \| \| \| 8. \| Dylan van Baarle \| Ineos Grenadiers \| + 1m36s \| \| \| 9. \| Tiesj Benoot \| Jumbo-Visma \| + 1m36s \| \| \| 10. \| Kasper Asgreen \| Quick-Step Alpha Vinyl \| + 1m36s \| \| |                    |                                    |          |
| |                    |                                    |          |
| Fonte: ProCyclingStats |                    |                                    |          |
| Classificação geral |                    |                                    |          |
| Ciclista | Ciclista           | Equipe                             | Tempo    |
| 1. | Wout van Aert      | Jumbo-Visma                        | 4h38m04s |
| 2. | Christophe Laporte | Jumbo-Visma                        | + 0s     |
| 3. | Stefan Küng        | Groupama-FDJ                       | + 1m35s  |
| 4. | Matej Mohorič      | Bahrain Victorious                 | + 1m36s  |
| 5. | Biniam Girmay      | Intermarché-Wanty-Gobert Matériaux | + 1m36s  |
| 6. | Jhonatan Narváez   | Ineos Grenadiers                   | + 1m36s  |
| 7. | Valentin Madouas   | Groupama-FDJ                       | + 1m36s  |
| 8. | Dylan van Baarle   | Ineos Grenadiers                   | + 1m36s  |
| 9. | Tiesj Benoot       | Jumbo-Visma                        | + 1m36s  |
| 10. | Kasper Asgreen     | Quick-Step Alpha Vinyl             | + 1m36s  |

## Ciclistas participantes e posições finais
| Quick-Step Alpha Vinyl QST | Quick-Step Alpha Vinyl QST | Quick-Step Alpha Vinyl QST |
| -------------------------- | -------------------------- | -------------------------- |
| Num                        | Ciclista                   | Pos                        |
| 1                          | Kasper Asgreen (DEN)       | 10.                        |
| 2                          | Davide Ballerini (ITA)     | 53.                        |
| 3                          | Mikkel Honoré (DEN)        | NP                         |
| 4                          | Stijn Steels (BEL)         | DNF                        |
| 5                          | Florian Sénéchal (FRA)     | 57.                        |
| 6                          | Zdeněk Štybar (CZE)        | 54.                        |
| 7                          | Jannik Steimle (GER)       | 58.                        |

| Jumbo-Visma TJV | Jumbo-Visma TJV               | Jumbo-Visma TJV |
| --------------- | ----------------------------- | --------------- |
| Num             | Ciclista                      | Pos             |
| 11              | Wout van Aert (BEL) (estrada) | 1.              |
| 12              | Tiesj Benoot (BEL)            | 9.              |
| 13              | Edoardo Affini (ITA)          | DNF             |
| 14              | Mike Teunissen (NED)          | 12.             |
| 15              | Tosh Van der Sande (BEL)      | DNF             |
| 16              | Christophe Laporte (FRA)      | 2.              |
| 17              | Nathan Van Hooydonck (BEL)    | 18.             |

| Lotto-Soudal LTS | Lotto-Soudal LTS          | Lotto-Soudal LTS |
| ---------------- | ------------------------- | ---------------- |
| Num              | Ciclista                  | Pos              |
| 21               | Victor Campenaerts (BEL)  | DNF              |
| 22               | Cedric Beullens (BEL)     | 28.              |
| 23               | Michaek Schwarzmann (GER) | DNF              |
| 24               | Rüdiger Selig (GER)       | DNF              |
| 25               | Frederik Frison (BEL)     | DNF              |
| 26               | Brent Van Moer (BEL)      | 66.              |
| 27               | Sébastien Grignard (BEL)  | 75.              |

| Intermarché-Wanty-Gobert Matériaux IWG | Intermarché-Wanty-Gobert Matériaux IWG | Intermarché-Wanty-Gobert Matériaux IWG |
| -------------------------------------- | -------------------------------------- | -------------------------------------- |
| Num                                    | Ciclista                               | Pos                                    |
| 31                                     | Hugo Page (FRA)                        | 90.                                    |
| 32                                     | Adrien Petit (FRA)                     | DNF                                    |
| 33                                     | Aimé De Gendt (BEL)                    | 77.                                    |
| 34                                     | Biniam Girmay (ERI)                    | 5.                                     |
| 35                                     | Andrea Pasqualon (ITA)                 | 31.                                    |
| 36                                     | Kévin Van Melsen (BEL)                 | 89.                                    |
| 37                                     | Barnabás Peák (HUN)                    | 33.                                    |

| AG2R Citroën Team ACT | AG2R Citroën Team ACT   | AG2R Citroën Team ACT |
| --------------------- | ----------------------- | --------------------- |
| Num                   | Ciclista                | Pos                   |
| 41                    | Greg Van Avermaet (BEL) | 42.                   |
| 42                    | Oliver Naesen (BEL)     | 21.                   |
| 43                    | Bob Jungels (LUX)       | 65.                   |
| 44                    | Stan Dewulf (BEL)       | 67.                   |
| 45                    | Antoine Raugel (FRA)    | DNF                   |
| 46                    | Michael Schär (SUI)     | 69.                   |
| 47                    | Damien Touzé (FRA)      | 35.                   |

| Astana Qazaqstan Team AST | Astana Qazaqstan Team AST | Astana Qazaqstan Team AST |
| ------------------------- | ------------------------- | ------------------------- |
| Num                       | Ciclista                  | Pos                       |
| 51                        | Gianni Moscon (ITA)       | DNF                       |
| 52                        | Leonardo Basso (ITA)      | 105.                      |
| 53                        | Manuele Boaro (ITA)       | DNF                       |
| 54                        | Michele Gazzoli (ITA)     | 76.                       |
| 55                        | Davide Martinelli (ITA)   | DNF                       |
| 56                        | Fabio Felline (ITA)       | 45.                       |
| 57                        | Artiom Zakharov (KAZ)     | 86.                       |

| Bahrain Victorious TBV | Bahrain Victorious TBV        | Bahrain Victorious TBV |
| ---------------------- | ----------------------------- | ---------------------- |
| Num                    | Ciclista                      | Pos                    |
| 61                     | Matej Mohorič (SLO) (estrada) | 4.                     |
| 62                     | Heinrich Haussler (AUS)       | 25.                    |
| 63                     | Filip Maciejuk (POL)          | DNF                    |
| 64                     | Jonathan Milan (ITA)          | DNF                    |
| 65                     | Kamil Gradek (POL)            | DNF                    |
| 66                     | Fred Wright (GBR)             | 51.                    |
| 67                     | Yukiya Arashiro (JPN)         | 97.                    |

| Bora-Hansgrohe BOH | Bora-Hansgrohe BOH          | Bora-Hansgrohe BOH |
| ------------------ | --------------------------- | ------------------ |
| Num                | Ciclista                    | Pos                |
| 71                 | Nils Politt (GER)           | 72.                |
| 72                 | Danny van Poppel (NED)      | DNF                |
| 73                 | Marco Haller (AUT)          | 17.                |
| 74                 | Jonas Koch (GER)            | DNF                |
| 75                 | Jordi Meeus (BEL)           | DNF                |
| 76                 | Ryan Mullen (IRL) (estrada) | 85.                |
| 77                 | Lukas Pöstlberger (AUT)     | 88.                |

| Cofidis COF | Cofidis COF             | Cofidis COF |
| ----------- | ----------------------- | ----------- |
| Num         | Ciclista                | Pos         |
| 81          | Piet Allegaert (BEL)    | 101.        |
| 82          | Tom Bohli (SUI)         | DNF         |
| 83          | André Carvalho (POR)    | 102.        |
| 84          | Wesley Kreder (NED)     | 109.        |
| 85          | Simone Consonni (ITA)   | DNF         |
| 86          | Kenneth Vanbilsen (BEL) | DNF         |
| 87          | Jelle Wallays (BEL)     | DNF         |

| EF Education-EasyPost EFE | EF Education-EasyPost EFE | EF Education-EasyPost EFE |
| ------------------------- | ------------------------- | ------------------------- |
| Num                       | Ciclista                  | Pos                       |
| 91                        | Stefan Bissegger (SUI)    | 111.                      |
| 92                        | Owain Doull (GBR)         | DNF                       |
| 93                        | Ben Healy (IRL)           | 84.                       |
| 94                        | Michael Valgren (DEN)     | 20.                       |
| 95                        | Sebastian Langeveld (NED) | 64.                       |
| 96                        | Marijn van den Berg (NED) | 81.                       |
| 97                        | Łukasz Wiśniowski (POL)   | DNF                       |

| Groupama-FDJ GFC | Groupama-FDJ GFC              | Groupama-FDJ GFC |
| ---------------- | ----------------------------- | ---------------- |
| Num              | Ciclista                      | Pos              |
| 101              | Lewis Askey (GBR)             | 73.              |
| 102              | Kevin Geniets (LUX) (estrada) | DNF              |
| 103              | Stefan Küng (SUI)             | 3.               |
| 104              | Olivier Le Gac (FRA)          | 23.              |
| 105              | Fabian Lienhard (SUI)         | 37.              |
| 106              | Tobias Ludvigsson (SWE)       | 36.              |
| 107              | Valentin Madouas (FRA)        | 7.               |

| Ineos Grenadiers IGD | Ineos Grenadiers IGD      | Ineos Grenadiers IGD |
| -------------------- | ------------------------- | -------------------- |
| Num                  | Ciclista                  | Pos                  |
| 111                  | Jhonatan Narváez (ECU)    | 6.                   |
| 112                  | Luke Rowe (GBR)           | 78.                  |
| 113                  | Ben Swift (GBR) (estrada) | 106.                 |
| 114                  | Ben Turner (GBR)          | 27.                  |
| 115                  | Dylan van Baarle (NED)    | 8.                   |
| 116                  | Magnus Sheffield (USA)    | 79.                  |
| 117                  | Kim Heiduk (GER)          | DNF                  |

| Israel-Premier Tech IPT | Israel-Premier Tech IPT | Israel-Premier Tech IPT |
| ----------------------- | ----------------------- | ----------------------- |
| Num                     | Ciclista                | Pos                     |
| 121                     | Sep Vanmarcke (BEL)     | DNF                     |
| 122                     | Matthias Brändle (AUT)  | DNF                     |
| 123                     | Hugo Houle (CAN)        | 44.                     |
| 124                     | Taj Jones (AUS)         | DNF                     |
| 125                     | Guy Sagiv (ISR)         | DNF                     |
| 126                     | Tom Van Asbroeck (BEL)  | 62.                     |
| 127                     | Jenthe Biermans (BEL)   | 38.                     |

| Movistar Team MOV | Movistar Team MOV         | Movistar Team MOV |
| ----------------- | ------------------------- | ----------------- |
| Num               | Ciclista                  | Pos               |
| 131               | Alex Aranburu (ESP)       | 30.               |
| 132               | Iñigo Elosegui (ESP)      | 61.               |
| 133               | Imanol Erviti (ESP)       | 99.               |
| 134               | Iván García Cortina (ESP) | 16.               |
| 135               | Mathias Norsgaard (DEN)   | 71.               |
| 136               | Johan Jacobs (SUI)        | 104.              |
| 137               | Lluís Mas (ESP)           | 46.               |

| BikeExchange-Jayco BEX | BikeExchange-Jayco BEX    | BikeExchange-Jayco BEX |
| ---------------------- | ------------------------- | ---------------------- |
| Num                    | Ciclista                  | Pos                    |
| 141                    | Luke Durbridge (AUS)      | 95.                    |
| 142                    | Lawson Craddock (USA)     | NP                     |
| 143                    | Luka Mezgec (SLO)         | 63.                    |
| 144                    | Alexander Edmondson (AUS) | 26.                    |
| 145                    | Alexander Konychev (ITA)  | 110.                   |
| 146                    | Kelland O'Brien (AUS)     | DNF                    |
| 147                    | Campbell Stewart (NZL)    | DNF                    |

| Team DSM DSM | Team DSM DSM               | Team DSM DSM |
| ------------ | -------------------------- | ------------ |
| Num          | Ciclista                   | Pos          |
| 151          | John Degenkolb (GER)       | 32.          |
| 152          | Niklas Märkl (GER)         | 93.          |
| 153          | Nikias Arndt (GER)         | 47.          |
| 154          | Leon Heinschke (GER)       | DNF          |
| 155          | Søren Kragh Andersen (DEN) | DNF          |
| 156          | Joris Nieuwenhuis (NED)    | 22.          |
| 157          | Kevin Vermaerke (USA)      | DNF          |

| Trek-Segafredo TFS | Trek-Segafredo TFS   | Trek-Segafredo TFS |
| ------------------ | -------------------- | ------------------ |
| Num                | Ciclista             | Pos                |
| 161                | Jasper Stuyven (BEL) | 15.                |
| 162                | Edward Theuns (BEL)  | 59.                |
| 163                | Mads Pedersen (DEN)  | 24.                |
| 164                | Quinn Simmons (USA)  | DNF                |
| 165                | Alex Kirsch (LUX)    | 55.                |
| 166                | Daan Hoole (NED)     | DNF                |
| 167                | Otto Vergaerde (BEL) | 60.                |

| UAE Team Emirates UAD | UAE Team Emirates UAD      | UAE Team Emirates UAD |
| --------------------- | -------------------------- | --------------------- |
| Num                   | Ciclista                   | Pos                   |
| 171                   | Pascal Ackermann (GER)     | DNF                   |
| 172                   | Rui Oliveira (POR)         | 49.                   |
| 173                   | Mikkel Bjerg (DEN)         | 43.                   |
| 174                   | Alexys Brunel (FRA)        | DNF                   |
| 175                   | Felix Groß (GER)           | DNF                   |
| 176                   | Oliviero Troia (ITA)       | DNF                   |
| 177                   | Vegard Stake Laengen (NOR) | 100.                  |

| Alpecin-Fenix AFC | Alpecin-Fenix AFC              | Alpecin-Fenix AFC |
| ----------------- | ------------------------------ | ----------------- |
| Num               | Ciclista                       | Pos               |
| 181               | Dries De Bondt (BEL)           | 19.               |
| 182               | Silvan Dillier (SUI) (estrada) | 50.               |
| 183               | Michael Gogl (AUT)             | 14.               |
| 184               | Gianni Vermeersch (BEL)        | 29.               |
| 185               | Tobias Bayer (AUT)             | DNF               |
| 186               | Scott Thwaites (GBR)           | 96.               |
| 187               | Edward Planckaert (BEL)        | DNF               |

| TotalEnergies TEN | TotalEnergies TEN           | TotalEnergies TEN |
| ----------------- | --------------------------- | ----------------- |
| Num               | Ciclista                    | Pos               |
| 191               | Peter Sagan (SVK) (estrada) | 68.               |
| 192               | Maciej Bodnar (POL)         | DNF               |
| 193               | Daniel Oss (ITA)            | 39.               |
| 194               | Edvald Boasson Hagen (NOR)  | DNF               |
| 195               | Niki Terpstra (NED)         | DNF               |
| 196               | Anthony Turgis (FRA)        | 13.               |
| 197               | Dries Van Gestel (BEL)      | 56.               |

| B&B Hotels-KTM BBK | B&B Hotels-KTM BBK     | B&B Hotels-KTM BBK |
| ------------------ | ---------------------- | ------------------ |
| Num                | Ciclista               | Pos                |
| 201                | Jens Debusschere (BEL) | DNF                |
| 202                | Alexis Gougeard (FRA)  | DNF                |
| 203                | Quentin Jauregui (FRA) | 87.                |
| 204                | Victor Koretzky (FRA)  | 41.                |
| 205                | Julien Morice (FRA)    | DNF                |
| 206                | Cyril Lemoine (FRA)    | DNF                |
| 207                | Jordi Warlop (BEL)     | DNF                |

| Bardiani CSF Faizanè BCF | Bardiani CSF Faizanè BCF | Bardiani CSF Faizanè BCF |
| ------------------------ | ------------------------ | ------------------------ |
| Num                      | Ciclista                 | Pos                      |
| 211                      | Luca Colnaghi (ITA)      | DNF                      |
| 212                      | Filippo Fiorelli (ITA)   | DNF                      |
| 213                      | Enrico Battaglin (ITA)   | DNF                      |
| 214                      | Sacha Modolo (ITA)       | DNF                      |
| 215                      | Alessandro Tonelli (ITA) | 98.                      |
| 216                      | Enrico Zanoncello (ITA)  | DNF                      |
| 217                      | Davide Gabburo (ITA)     | 82.                      |

| Bingoal Pauwels Sauces WB BWB | Bingoal Pauwels Sauces WB BWB | Bingoal Pauwels Sauces WB BWB |
| ----------------------------- | ----------------------------- | ----------------------------- |
| Num                           | Ciclista                      | Pos                           |
| 221                           | Karl Patrick Lauk (EST)       | DNF                           |
| 222                           | Mathijs Paasschens (NED)      | 108.                          |
| 223                           | Arjen Livyns (BEL)            | 34.                           |
| 224                           | Dimitri Peyskens (BEL)        | 83.                           |
| 225                           | Ludovic Robeet (BEL)          | DNF                           |
| 226                           | Laurenz Rex (BEL)             | 103.                          |
| 227                           | Tom Wirtgen (LUX)             | 74.                           |

| Sport Vlaanderen-Baloise SVB | Sport Vlaanderen-Baloise SVB | Sport Vlaanderen-Baloise SVB |
| ---------------------------- | ---------------------------- | ---------------------------- |
| Num                          | Ciclista                     | Pos                          |
| 231                          | Jenno Berckmoes (BEL)        | DNF                          |
| 232                          | Sander De Pestel (BEL)       | DNF                          |
| 233                          | Lindsay De Vylder (BEL)      | 40.                          |
| 234                          | Julian Mertens (BEL)         | 52.                          |
| 235                          | Aaron Van Poucke (BEL)       | 94.                          |
| 236                          | Ward Vanhoof (BEL)           | 107.                         |
| 237                          | Aaron Verwilst (BEL)         | 91.                          |

| Uno-X Pro Cycling Team UXT | Uno-X Pro Cycling Team UXT   | Uno-X Pro Cycling Team UXT |
| -------------------------- | ---------------------------- | -------------------------- |
| Num                        | Ciclista                     | Pos                        |
| 241                        | Lasse Norman Hansen (DEN)    | 70.                        |
| 242                        | Erik Nordsæter Resell (NOR)  | 48.                        |
| 243                        | Niklas Larsen (DEN)          | DNF                        |
| 244                        | Lars Saugstad (NOR)          | DNF                        |
| 245                        | Anders Skaarseth (NOR)       | 80.                        |
| 246                        | Rasmus Tiller (NOR)          | 11.                        |
| 247                        | Martin Bugge Urianstad (NOR) | 92.                        |

| Quick-Step Alpha Vinyl QST | Quick-Step Alpha Vinyl QST | Quick-Step Alpha Vinyl QST |
| -------------------------- | -------------------------- | -------------------------- |
| Num                        | Ciclista                   | Pos                        |
| 1                          | Kasper Asgreen (DEN)       | 10.                        |
| 2                          | Davide Ballerini (ITA)     | 53.                        |
| 3                          | Mikkel Honoré (DEN)        | NP                         |
| 4                          | Stijn Steels (BEL)         | DNF                        |
| 5                          | Florian Sénéchal (FRA)     | 57.                        |
| 6                          | Zdeněk Štybar (CZE)        | 54.                        |
| 7                          | Jannik Steimle (GER)       | 58.                        |

| Jumbo-Visma TJV | Jumbo-Visma TJV               | Jumbo-Visma TJV |
| --------------- | ----------------------------- | --------------- |
| Num             | Ciclista                      | Pos             |
| 11              | Wout van Aert (BEL) (estrada) | 1.              |
| 12              | Tiesj Benoot (BEL)            | 9.              |
| 13              | Edoardo Affini (ITA)          | DNF             |
| 14              | Mike Teunissen (NED)          | 12.             |
| 15              | Tosh Van der Sande (BEL)      | DNF             |
| 16              | Christophe Laporte (FRA)      | 2.              |
| 17              | Nathan Van Hooydonck (BEL)    | 18.             |

| Lotto-Soudal LTS | Lotto-Soudal LTS          | Lotto-Soudal LTS |
| ---------------- | ------------------------- | ---------------- |
| Num              | Ciclista                  | Pos              |
| 21               | Victor Campenaerts (BEL)  | DNF              |
| 22               | Cedric Beullens (BEL)     | 28.              |
| 23               | Michaek Schwarzmann (GER) | DNF              |
| 24               | Rüdiger Selig (GER)       | DNF              |
| 25               | Frederik Frison (BEL)     | DNF              |
| 26               | Brent Van Moer (BEL)      | 66.              |
| 27               | Sébastien Grignard (BEL)  | 75.              |

| Intermarché-Wanty-Gobert Matériaux IWG | Intermarché-Wanty-Gobert Matériaux IWG | Intermarché-Wanty-Gobert Matériaux IWG |
| -------------------------------------- | -------------------------------------- | -------------------------------------- |
| Num                                    | Ciclista                               | Pos                                    |
| 31                                     | Hugo Page (FRA)                        | 90.                                    |
| 32                                     | Adrien Petit (FRA)                     | DNF                                    |
| 33                                     | Aimé De Gendt (BEL)                    | 77.                                    |
| 34                                     | Biniam Girmay (ERI)                    | 5.                                     |
| 35                                     | Andrea Pasqualon (ITA)                 | 31.                                    |
| 36                                     | Kévin Van Melsen (BEL)                 | 89.                                    |
| 37                                     | Barnabás Peák (HUN)                    | 33.                                    |

| AG2R Citroën Team ACT | AG2R Citroën Team ACT   | AG2R Citroën Team ACT |
| --------------------- | ----------------------- | --------------------- |
| Num                   | Ciclista                | Pos                   |
| 41                    | Greg Van Avermaet (BEL) | 42.                   |
| 42                    | Oliver Naesen (BEL)     | 21.                   |
| 43                    | Bob Jungels (LUX)       | 65.                   |
| 44                    | Stan Dewulf (BEL)       | 67.                   |
| 45                    | Antoine Raugel (FRA)    | DNF                   |
| 46                    | Michael Schär (SUI)     | 69.                   |
| 47                    | Damien Touzé (FRA)      | 35.                   |

| Astana Qazaqstan Team AST | Astana Qazaqstan Team AST | Astana Qazaqstan Team AST |
| ------------------------- | ------------------------- | ------------------------- |
| Num                       | Ciclista                  | Pos                       |
| 51                        | Gianni Moscon (ITA)       | DNF                       |
| 52                        | Leonardo Basso (ITA)      | 105.                      |
| 53                        | Manuele Boaro (ITA)       | DNF                       |
| 54                        | Michele Gazzoli (ITA)     | 76.                       |
| 55                        | Davide Martinelli (ITA)   | DNF                       |
| 56                        | Fabio Felline (ITA)       | 45.                       |
| 57                        | Artiom Zakharov (KAZ)     | 86.                       |

| Bahrain Victorious TBV | Bahrain Victorious TBV        | Bahrain Victorious TBV |
| ---------------------- | ----------------------------- | ---------------------- |
| Num                    | Ciclista                      | Pos                    |
| 61                     | Matej Mohorič (SLO) (estrada) | 4.                     |
| 62                     | Heinrich Haussler (AUS)       | 25.                    |
| 63                     | Filip Maciejuk (POL)          | DNF                    |
| 64                     | Jonathan Milan (ITA)          | DNF                    |
| 65                     | Kamil Gradek (POL)            | DNF                    |
| 66                     | Fred Wright (GBR)             | 51.                    |
| 67                     | Yukiya Arashiro (JPN)         | 97.                    |

| Bora-Hansgrohe BOH | Bora-Hansgrohe BOH          | Bora-Hansgrohe BOH |
| ------------------ | --------------------------- | ------------------ |
| Num                | Ciclista                    | Pos                |
| 71                 | Nils Politt (GER)           | 72.                |
| 72                 | Danny van Poppel (NED)      | DNF                |
| 73                 | Marco Haller (AUT)          | 17.                |
| 74                 | Jonas Koch (GER)            | DNF                |
| 75                 | Jordi Meeus (BEL)           | DNF                |
| 76                 | Ryan Mullen (IRL) (estrada) | 85.                |
| 77                 | Lukas Pöstlberger (AUT)     | 88.                |

| Cofidis COF | Cofidis COF             | Cofidis COF |
| ----------- | ----------------------- | ----------- |
| Num         | Ciclista                | Pos         |
| 81          | Piet Allegaert (BEL)    | 101.        |
| 82          | Tom Bohli (SUI)         | DNF         |
| 83          | André Carvalho (POR)    | 102.        |
| 84          | Wesley Kreder (NED)     | 109.        |
| 85          | Simone Consonni (ITA)   | DNF         |
| 86          | Kenneth Vanbilsen (BEL) | DNF         |
| 87          | Jelle Wallays (BEL)     | DNF         |

| EF Education-EasyPost EFE | EF Education-EasyPost EFE | EF Education-EasyPost EFE |
| ------------------------- | ------------------------- | ------------------------- |
| Num                       | Ciclista                  | Pos                       |
| 91                        | Stefan Bissegger (SUI)    | 111.                      |
| 92                        | Owain Doull (GBR)         | DNF                       |
| 93                        | Ben Healy (IRL)           | 84.                       |
| 94                        | Michael Valgren (DEN)     | 20.                       |
| 95                        | Sebastian Langeveld (NED) | 64.                       |
| 96                        | Marijn van den Berg (NED) | 81.                       |
| 97                        | Łukasz Wiśniowski (POL)   | DNF                       |

| Groupama-FDJ GFC | Groupama-FDJ GFC              | Groupama-FDJ GFC |
| ---------------- | ----------------------------- | ---------------- |
| Num              | Ciclista                      | Pos              |
| 101              | Lewis Askey (GBR)             | 73.              |
| 102              | Kevin Geniets (LUX) (estrada) | DNF              |
| 103              | Stefan Küng (SUI)             | 3.               |
| 104              | Olivier Le Gac (FRA)          | 23.              |
| 105              | Fabian Lienhard (SUI)         | 37.              |
| 106              | Tobias Ludvigsson (SWE)       | 36.              |
| 107              | Valentin Madouas (FRA)        | 7.               |

| Ineos Grenadiers IGD | Ineos Grenadiers IGD      | Ineos Grenadiers IGD |
| -------------------- | ------------------------- | -------------------- |
| Num                  | Ciclista                  | Pos                  |
| 111                  | Jhonatan Narváez (ECU)    | 6.                   |
| 112                  | Luke Rowe (GBR)           | 78.                  |
| 113                  | Ben Swift (GBR) (estrada) | 106.                 |
| 114                  | Ben Turner (GBR)          | 27.                  |
| 115                  | Dylan van Baarle (NED)    | 8.                   |
| 116                  | Magnus Sheffield (USA)    | 79.                  |
| 117                  | Kim Heiduk (GER)          | DNF                  |

| Israel-Premier Tech IPT | Israel-Premier Tech IPT | Israel-Premier Tech IPT |
| ----------------------- | ----------------------- | ----------------------- |
| Num                     | Ciclista                | Pos                     |
| 121                     | Sep Vanmarcke (BEL)     | DNF                     |
| 122                     | Matthias Brändle (AUT)  | DNF                     |
| 123                     | Hugo Houle (CAN)        | 44.                     |
| 124                     | Taj Jones (AUS)         | DNF                     |
| 125                     | Guy Sagiv (ISR)         | DNF                     |
| 126                     | Tom Van Asbroeck (BEL)  | 62.                     |
| 127                     | Jenthe Biermans (BEL)   | 38.                     |

| Movistar Team MOV | Movistar Team MOV         | Movistar Team MOV |
| ----------------- | ------------------------- | ----------------- |
| Num               | Ciclista                  | Pos               |
| 131               | Alex Aranburu (ESP)       | 30.               |
| 132               | Iñigo Elosegui (ESP)      | 61.               |
| 133               | Imanol Erviti (ESP)       | 99.               |
| 134               | Iván García Cortina (ESP) | 16.               |
| 135               | Mathias Norsgaard (DEN)   | 71.               |
| 136               | Johan Jacobs (SUI)        | 104.              |
| 137               | Lluís Mas (ESP)           | 46.               |

| BikeExchange-Jayco BEX | BikeExchange-Jayco BEX    | BikeExchange-Jayco BEX |
| ---------------------- | ------------------------- | ---------------------- |
| Num                    | Ciclista                  | Pos                    |
| 141                    | Luke Durbridge (AUS)      | 95.                    |
| 142                    | Lawson Craddock (USA)     | NP                     |
| 143                    | Luka Mezgec (SLO)         | 63.                    |
| 144                    | Alexander Edmondson (AUS) | 26.                    |
| 145                    | Alexander Konychev (ITA)  | 110.                   |
| 146                    | Kelland O'Brien (AUS)     | DNF                    |
| 147                    | Campbell Stewart (NZL)    | DNF                    |

| Team DSM DSM | Team DSM DSM               | Team DSM DSM |
| ------------ | -------------------------- | ------------ |
| Num          | Ciclista                   | Pos          |
| 151          | John Degenkolb (GER)       | 32.          |
| 152          | Niklas Märkl (GER)         | 93.          |
| 153          | Nikias Arndt (GER)         | 47.          |
| 154          | Leon Heinschke (GER)       | DNF          |
| 155          | Søren Kragh Andersen (DEN) | DNF          |
| 156          | Joris Nieuwenhuis (NED)    | 22.          |
| 157          | Kevin Vermaerke (USA)      | DNF          |

| Trek-Segafredo TFS | Trek-Segafredo TFS   | Trek-Segafredo TFS |
| ------------------ | -------------------- | ------------------ |
| Num                | Ciclista             | Pos                |
| 161                | Jasper Stuyven (BEL) | 15.                |
| 162                | Edward Theuns (BEL)  | 59.                |
| 163                | Mads Pedersen (DEN)  | 24.                |
| 164                | Quinn Simmons (USA)  | DNF                |
| 165                | Alex Kirsch (LUX)    | 55.                |
| 166                | Daan Hoole (NED)     | DNF                |
| 167                | Otto Vergaerde (BEL) | 60.                |

| UAE Team Emirates UAD | UAE Team Emirates UAD      | UAE Team Emirates UAD |
| --------------------- | -------------------------- | --------------------- |
| Num                   | Ciclista                   | Pos                   |
| 171                   | Pascal Ackermann (GER)     | DNF                   |
| 172                   | Rui Oliveira (POR)         | 49.                   |
| 173                   | Mikkel Bjerg (DEN)         | 43.                   |
| 174                   | Alexys Brunel (FRA)        | DNF                   |
| 175                   | Felix Groß (GER)           | DNF                   |
| 176                   | Oliviero Troia (ITA)       | DNF                   |
| 177                   | Vegard Stake Laengen (NOR) | 100.                  |

| Alpecin-Fenix AFC | Alpecin-Fenix AFC              | Alpecin-Fenix AFC |
| ----------------- | ------------------------------ | ----------------- |
| Num               | Ciclista                       | Pos               |
| 181               | Dries De Bondt (BEL)           | 19.               |
| 182               | Silvan Dillier (SUI) (estrada) | 50.               |
| 183               | Michael Gogl (AUT)             | 14.               |
| 184               | Gianni Vermeersch (BEL)        | 29.               |
| 185               | Tobias Bayer (AUT)             | DNF               |
| 186               | Scott Thwaites (GBR)           | 96.               |
| 187               | Edward Planckaert (BEL)        | DNF               |

| TotalEnergies TEN | TotalEnergies TEN           | TotalEnergies TEN |
| ----------------- | --------------------------- | ----------------- |
| Num               | Ciclista                    | Pos               |
| 191               | Peter Sagan (SVK) (estrada) | 68.               |
| 192               | Maciej Bodnar (POL)         | DNF               |
| 193               | Daniel Oss (ITA)            | 39.               |
| 194               | Edvald Boasson Hagen (NOR)  | DNF               |
| 195               | Niki Terpstra (NED)         | DNF               |
| 196               | Anthony Turgis (FRA)        | 13.               |
| 197               | Dries Van Gestel (BEL)      | 56.               |

| B&B Hotels-KTM BBK | B&B Hotels-KTM BBK     | B&B Hotels-KTM BBK |
| ------------------ | ---------------------- | ------------------ |
| Num                | Ciclista               | Pos                |
| 201                | Jens Debusschere (BEL) | DNF                |
| 202                | Alexis Gougeard (FRA)  | DNF                |
| 203                | Quentin Jauregui (FRA) | 87.                |
| 204                | Victor Koretzky (FRA)  | 41.                |
| 205                | Julien Morice (FRA)    | DNF                |
| 206                | Cyril Lemoine (FRA)    | DNF                |
| 207                | Jordi Warlop (BEL)     | DNF                |

| Bardiani CSF Faizanè BCF | Bardiani CSF Faizanè BCF | Bardiani CSF Faizanè BCF |
| ------------------------ | ------------------------ | ------------------------ |
| Num                      | Ciclista                 | Pos                      |
| 211                      | Luca Colnaghi (ITA)      | DNF                      |
| 212                      | Filippo Fiorelli (ITA)   | DNF                      |
| 213                      | Enrico Battaglin (ITA)   | DNF                      |
| 214                      | Sacha Modolo (ITA)       | DNF                      |
| 215                      | Alessandro Tonelli (ITA) | 98.                      |
| 216                      | Enrico Zanoncello (ITA)  | DNF                      |
| 217                      | Davide Gabburo (ITA)     | 82.                      |

| Bingoal Pauwels Sauces WB BWB | Bingoal Pauwels Sauces WB BWB | Bingoal Pauwels Sauces WB BWB |
| ----------------------------- | ----------------------------- | ----------------------------- |
| Num                           | Ciclista                      | Pos                           |
| 221                           | Karl Patrick Lauk (EST)       | DNF                           |
| 222                           | Mathijs Paasschens (NED)      | 108.                          |
| 223                           | Arjen Livyns (BEL)            | 34.                           |
| 224                           | Dimitri Peyskens (BEL)        | 83.                           |
| 225                           | Ludovic Robeet (BEL)          | DNF                           |
| 226                           | Laurenz Rex (BEL)             | 103.                          |
| 227                           | Tom Wirtgen (LUX)             | 74.                           |

| Sport Vlaanderen-Baloise SVB | Sport Vlaanderen-Baloise SVB | Sport Vlaanderen-Baloise SVB |
| ---------------------------- | ---------------------------- | ---------------------------- |
| Num                          | Ciclista                     | Pos                          |
| 231                          | Jenno Berckmoes (BEL)        | DNF                          |
| 232                          | Sander De Pestel (BEL)       | DNF                          |
| 233                          | Lindsay De Vylder (BEL)      | 40.                          |
| 234                          | Julian Mertens (BEL)         | 52.                          |
| 235                          | Aaron Van Poucke (BEL)       | 94.                          |
| 236                          | Ward Vanhoof (BEL)           | 107.                         |
| 237                          | Aaron Verwilst (BEL)         | 91.                          |

| Uno-X Pro Cycling Team UXT | Uno-X Pro Cycling Team UXT   | Uno-X Pro Cycling Team UXT |
| -------------------------- | ---------------------------- | -------------------------- |
| Num                        | Ciclista                     | Pos                        |
| 241                        | Lasse Norman Hansen (DEN)    | 70.                        |
| 242                        | Erik Nordsæter Resell (NOR)  | 48.                        |
| 243                        | Niklas Larsen (DEN)          | DNF                        |
| 244                        | Lars Saugstad (NOR)          | DNF                        |
| 245                        | Anders Skaarseth (NOR)       | 80.                        |
| 246                        | Rasmus Tiller (NOR)          | 11.                        |
| 247                        | Martin Bugge Urianstad (NOR) | 92.                        |

- AB: Abandono
- FLT: Retiro por chegada fora do limite de tempo
- NTS: Não tomou a saída
- DES: Desclassificado ou expulsado

## UCI World Ranking
A E3 Saxo Bank Classic outorgou pontos para o UCI World Ranking para corredores das equipas nas categorias UCI WorldTeam, UCI ProTeam e Continental. As seguintes tabelas são o barómetro de pontuação e os dez corredores que obtiveram mais pontos:
| Posição   | 1.º | 2.º | 3.º | 4.º | 5.º | 6.º | 7.º | 8.º | 9.º | 10.º | 11.º | 12.º | 13.º | 14.º | 15.º | 16.º-20.º | 21.º-30.º | 31.º-50.º | 51.º-55.º | 56.º-60.º |
| Pontuação | 400 | 320 | 260 | 220 | 180 | 140 | 120 | 100 | 80  | 68   | 56   | 48   | 40   | 32   | 28   | 24        | 16        | 8         | 4         | 2         |

| Classificação |                    |                                    |        |
| Posição       | Ciclista           | Equipa                             | Pontos |
| ------------- | ------------------ | ---------------------------------- | ------ |
| 1.º           | Wout van Aert      | Jumbo-Visma                        | 400    |
| 2.º           | Christophe Laporte | Jumbo-Visma                        | 320    |
| 3.º           | Stefan Küng        | Groupama-FDJ                       | 260    |
| 4.º           | Matej Mohorič      | Bahrain Victorious                 | 220    |
| 5.º           | Biniam Ghirmay     | Intermarché-Wanty-Gobert Matériaux | 180    |
| 6.º           | Jhonatan Narváez   | Ineos Grenadiers                   | 140    |
| 7.º           | Valentin Madouas   | Groupama-FDJ                       | 120    |
| 8.º           | Dylan van Baarle   | Ineos Grenadiers                   | 100    |
| 9.º           | Tiesj Benoot       | Jumbo-Visma                        | 80     |
| 10.º          | Kasper Asgreen     | Quick-Step Alpha Vinyl             | 68     |